# 小川知子 (アナウンサー)
小川 知子（おがわ ともこ、1971年12月24日 - ）は、TBSテレビ総合編成本部 アナウンスセンター長。

## 来歴・人物
東京都新宿区出身。東京家政学院高等学校、慶應義塾大学文学部史学科東洋史専攻卒業。大学卒業後の1995年4月1日、TBSにアナウンサー第30期生として入社。同期入社のアナウンサーは小島慶子と堀井美香 。同大在学中は、1991年のミス慶應へ選ばれ、スキー競技の選手として活躍していた。TBSの入社試験を間近に控えたとある競技大会で、練習日に左手の、大会本番では左足のそれぞれのじん帯を切る大けがを負ってしまい、入社試験当日には病院からTBSに出向いたという。このときの左手足に包帯を巻いた上でのブレザー服姿の就職活動用の写真と、先述の「ミス慶應」に選ばれたときの写真が、1998年発行の女子アナ写真集『We love TBS!!』に掲載されている。入社後の約4年間は、いわゆる「体育会系」だったこともあり、主にスポーツ報道を中心に活躍。1998年の長野オリンピックの取材で、長野県白馬村の大回転のコースを滑走していたところ、40メートルほど転げ落ち、鼻血を出し軽い鞭打ち状態になったこともあった。
1997年5月10日放送の特撮作品『ウルトラマンティガ』（毎日放送制作）の第36話「時空（とき）をこえた微笑（ほほえみ）」にTPC隊員と逃げ惑う群衆の2役でカメオ出演した。
1999年春、『エクスプレス』のMCを務めることになってから、報道･情報系に転向する。その『エクスプレス』放送中に、自身の結婚報告をした。また、深夜のスピンオフ番組『夜のエクスプレス』（2000年 - 2001年放送）では、当時新婚だった小川が「夜食をつくる」コーナーがあり、共演者の浅草キッドの辛口なコメントにもめげず、手料理を披露していた。
2001年春、前任者・進藤晶子のTBS退社降板により『JNNニュースの森』のメインキャスターに就任。2004年秋に降板後は、研修として報道局外信部で活動し、主にニューヨーク支局で働いていた。2005年7月に帰国。
帰国後は、入社11年目で初のラジオのレギュラー『大沢悠里のにっぽん元気カンパニー』に出演。TBSラジオでは上記の番組を内包する『大沢悠里のゆうゆうワイド』の代打アシスタントを数回務めるほか、『環境キャンペーン』特別番組のパーソナリティーにも起用される機会があった。
2007年3月から産休に入ることを、同年2月1日放送の『ゆうゆうワイド』の中で発表した。同年5月18日に、第1子となる長女を出産していたと、5月21日TBSから発表。体重は3,130g、母子ともに健康。これで1995年入社組は、3人ともママさんアナウンサーになった。
2008年3月下旬復帰。かつて担当していたラジオ番組『にっぽん元気カンパニー』の最終回に出演した。その後はテレビの報道・情報系番組を中心に活躍。
2010年8月13日の放送のラジオの生ワイド番組『森本毅郎・スタンバイ!』に出演した際、第2子を妊娠していることが明らかにした。そのため、これまで担当していた『Nスタ』日曜版を8月15日放送分で一時降板（代役は山田愛里）。その後長男を出産。
2012年3月1日付の公式ブログで第3子の妊娠を発表、同月18日の『Nスタ』で降板および産休を発表した。5月7日に都内の病院で3,335gの次女を出産した。2013年4月より3度目の仕事復帰。2021年7月の定期人事異動で総合編成本部アナウンスセンターの部長への昇格に伴い管理業務に専念。異動前日の6月30日に『ひるおび!』へ出演したことを最後に、アナウンサーとしての活動を休止している。2023年7月よりアナウンスセンター長に就任。

## 過去の出演番組

### テレビ
- JNNイブニング（TBSニュースバード、月曜）
- JNNフラッシュニュース（月曜）
- TBSニュース
  - 月・火曜15時台→火 - 木・日曜（2010年3月30日 - 8月中旬）
  - 日曜13:54・木曜15:50（2011年4月 - 2012年3月）
  - 水曜14:50 - 14:55（2013年4月 - 9月）
- TBS NEWS (CS放送)
- フレッシュ!（1995年 - 1996年）[7][8]
- おはようクジラ
- エクスプレス（1999年3月29日 - 2001年3月30日）[7][8] - 深夜に放送していた『夜のエクスプレス』も出演。
- JNNニュースの森（2001年4月2日 - 2004年9月26日）[7][8]
- JNNスポーツ&ニュース
- Nスタ
  - 平日版第0・1部「ニュースワイド」（2015年3月30日 - 2017年3月31日）木・金曜
  - 日曜版（2010年4月4日 - 8月15日 / 2011年4月3日 - 2012年3月18日）
- ランク王国（進藤晶子の代役として数回出演）
- ジャスト（2002年10月 - 2003年3月）ニュースコーナー
- 2時ピタッ!（2006年）月・金曜、ニュースコーナー
- ピンポン!（2008年4月3日 - 2009年3月27日）木・金曜
- ひるおび!・THE NEWS（2009年3月30日 - 2010年3月26日）
- ニュースバード1600（TBSニュースバード／月曜、2011年4月 - 9月）
- THEナンバー2 〜歴史を動かした陰の主役たち〜（BS-TBS／2011年4月 - 2012年3月）
- 巨匠たちの輝き〜歴史を創った芸術家たち〜（BS-TBS／2013年10月2日 - 2014年3月26日）
- 世界かれいどすこうぷ　日曜日25時枠
- 田崎BAR（BS-TBS）
- ひるおび!（2014年4月 - 2021年6月）水曜

### テレビドラマ
- この恋あたためますか 第6話（2020年11月24日）インタビュアー 役

### ラジオ
- ラジオ・パープル（火曜早朝、2014年4月1日 - 2015年3月24日）
- 大沢悠里のゆうゆうワイド（いずれも12時台）
  - 大沢悠里のにっぽん元気カンパニー（火曜、TBSラジオ以外では単独の番組）
  - いまどき研究所（隔週火曜、2度目の産休明け後に出演）
  - ゆうゆうお昼のスーパートーク「ふらり まち歩き」（月曜、2013年4月 - 2016年4月4日）
- コンシェルジュ 沓掛博光の旅しま専科（2016年3月28日 - 2017年3月27日）
- 伊集院光とらじおと（2019年5月 - 2021年5月）木曜第5週パートナー